# الکرسام
الکرسام (به آلمانی: Alkersum) یک شهر در آلمان است که در شلسویگ-هولشتاین واقع شده‌است.

## خصوصیات
الکرسام ۹٫۰۷ کیلومترمربع مساحت دارد ۶ متر بالاتر از سطح دریا واقع شده‌است.